# Поливаниха
Полива́ниха — заимка в Иркутском районе Иркутской области России. Входит в Ушаковское муниципальное образование.

## География
Находится на Голоустненском тракте (региональная автодорога 25К-010 Иркутск — Большое Голоустное), в 20,5 км к востоку от центра сельского поселения села Пивовариха, на правобережье реки Ушаковки, близ впадения в неё речки Поливанихи. Уличная цепь состоит из трёх улиц: Лесная, Трактовая, Трактовый переулок.

## Население
| 2002 | 2010 | 2011 | 2012 |
| ---- | ---- | ---- | ---- |
| 1    | ↗33  | →33  | ↗34  |

По данным Всероссийской переписи, в 2010 году на заимке проживали 33 человека (19 мужчин и 14 женщин).